# Station Sobótka
Station Sobótka is een spoorwegstation in de Poolse plaats Sobótka.